# Индијско-пакистански рат (2025)
Индијско-пакистански рат 2025. је био кратак оружани сукоб између Индије и Пакистана који је почео 7. маја 2025. године, након што је Индија покренула ракетне нападе на Пакистан, у војној кампањи под кодним називом Операција Синдур. Индија је тврдила да је операција била одговор на терористички напад у Пахалгаму у индијском Кашмиру 22. априла 2025. године у којем је убијено 26 цивила. Индија је оптужила Пакистан да подржава прекогранични тероризам, што је Пакистан негирао.
Индија је 7. маја покренула операцију Синдур ракетним нападима усмереним на наводне терористичке кампове за обуку и инфраструктуру милитантних група Џаиш-е-Мохамед и Лашкар-е-Таиба са седиштем у Пакистану, и тврдила да ниједан пакистански војни или цивилни објекти нису били мета. Према Пакистану, индијски удари су погодили цивилна подручја, укључујући џамије. Након ових напада, дошло је до граничних сукоба и напада дроновима између две земље. Овај сукоб је означио прву битку дронова између две нације са нуклеарним наоружањем.
Пакистан је 10. маја покренуо операцију одмазде под шифрованим називом Операција Буњан-ун-Марсус, за коју су навели да је усмерена на неколико индијских војних база. Индијска војска је саопштила да су пакистански удари одмазде усмерени на цивилна подручја, укључујући хиндуистичка и сикитска верска места. Пакистанска ракета дугог домета пресретнута је у близини индијске ваздухопловне базе Сирса, у Харијани. Као одмазду, Индија је проширила обим операције Синдур како би нападала пакистанске војне објекте. Индија је напала неколико пакистанских ваздушних база, укључујући Нур Кан, Рафикија и Мурид.
Након четвородневног војног сукоба, и Индија и Пакистан су објавили да је договорен прекид ватре након комуникације путем телефонске линије између њихових генералних директората 10. маја 2025. године. Потпредседник САД Џеј-Ди Венс и државни секретар Марко Рубио водили су опширну преписку са индијским и пакистанским званичницима током преговора. Примирје се одржава, а комерцијални летови су настављени, а из обе земље се јавља нормализација животног циклуса.